# Isola Bazar (arcipelago Čečen')
L'isola Bazar (in russo Базар?) è un'isola della Russia nel Mar Caspio che fa parte dell'arcipelago Čečen'. Amministrativamente, appartiene al distretto urbano della città di Machačkala, capitale del Daghestan.

## Collegamenti esterni

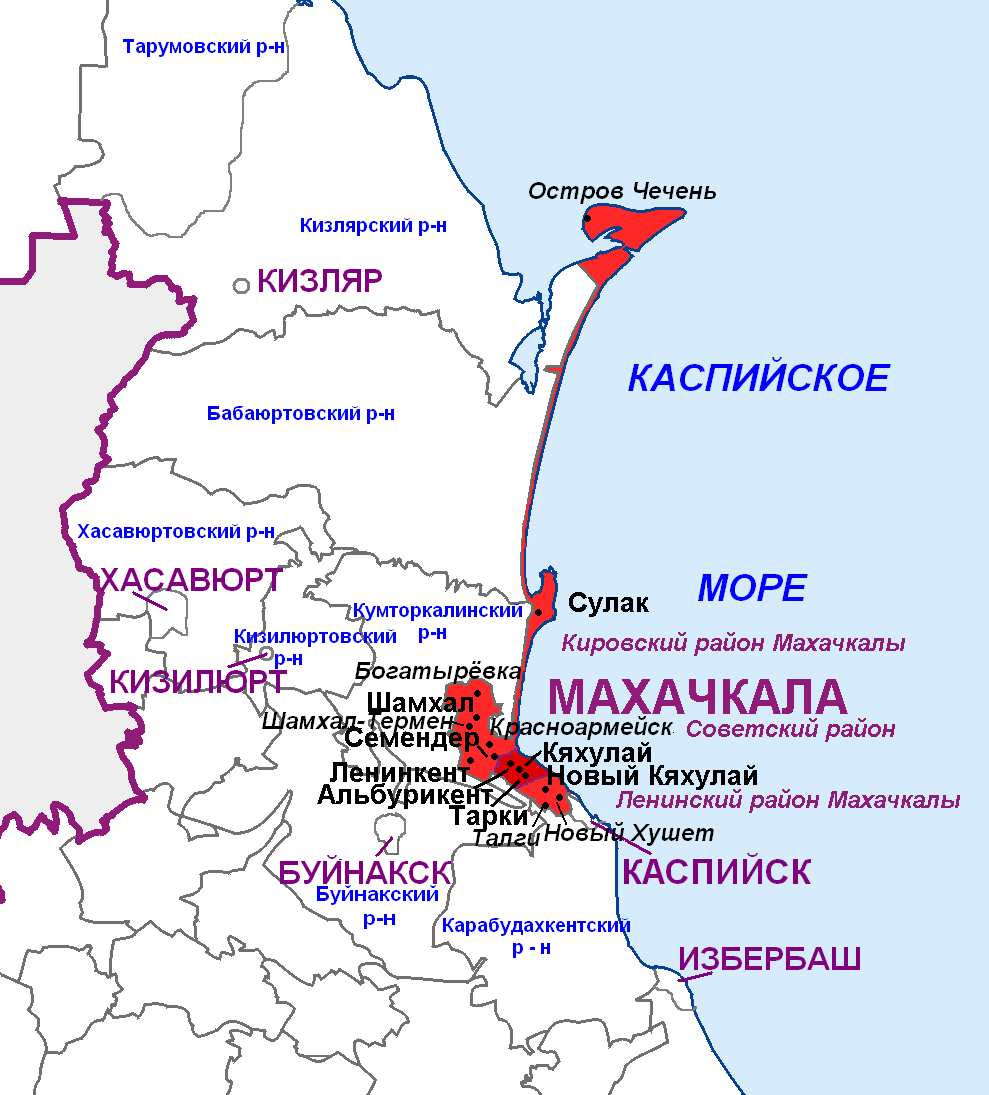
Il distretto urbano (okrug) della città di Machačkala (in rosso) che comprende l'arcipelago Čečen'

## Descrizione
L'isola si trova a nord della penisola di Agrachan, tra l'isola Jaičnyj (a sud-ovest), da cui la divide lo stretto canale Kalmyčonok, e l'isola Pičužonok (a est), divisa dal canale Jaičnyj. A nord delle tre isole, al di là dello stretto Čečenskij Prochod, si trova l'isola Čečen'. La costa dell'isola è variabile a causa delle fluttuazioni del livello del mare, dei sedimenti del fiume Terek, delle correnti e del movimento delle dune. La lunghezza dell'isola è di circa 4 km, la larghezza fino a 3 km. L'area dell'isola Bazar è di circa 8 km². Durante il periodo di diminuzione del livello delle acque del Mar Caspio, lo stretto tra le isole Jaičnyj e Bazar scompare e le due isole si trasformano in una sola.

## Clima
Il clima dell'isola è freddo e secco. La temperatura media sull'isola è di 12°C. Il mese più caldo è luglio (26°C), mentre il mese più freddo è gennaio (-2°C). La precipitazione media annua è di 482 mm. Il mese più piovoso è dicembre (69 mm di precipitazioni), mentre il mese più secco è agosto (16 mm).